# 広告絵
広告絵（こうこくえ）とは、江戸時代から明治時代にかけて描かれた浮世絵の様式のひとつ。
商品などを広く世間一般に知らせるために描かれた絵を指す。古くは羽川和元、鳥居清倍、奥村利信などが描き、明治時代には小林清親が描いた目薬「精錡水」の広告がある。